# Демінський Віктор Степанович
Віктор Степанович Демінський (1930—1980) — радянський український художник кіно. Нагороджений значком «Відмінник кінематографії СРСР».

## Життєпис
Народився 16 липня 1930 р. у с. Крилинському Ємільчинського району Житомирської області в родині селянина.
Закінчив графічний факультет Українського поліграфічного інституту ім. І. Федорова (1966).
З 1955 р. працював на Київській кіностудії художніх фільмів ім. О. Довженка — художник комбінованих зйомок.
Був членом Спілки кінематографістів УРСР.
Помер 9 травня 1980 р. в Києві.

## Фільмографія
Художник комбінованих зйомок у стрічках:
- «Літа молодії» (1958)
- «Хлопчики» (1959)
- «Фортеця на колесах» (1960)
- «За двома зайцями»
- «Лісова пісня» (1961)
- «В мертвій петлі» (1962)
- «Здрастуй, Гнате» (1962)
- «Юнга зі шхуни „Колумб“» (1963)
- «Повернення Вероніки» (1963)
- «Повість про Пташкіна» (1964)
- «Сумка, повна сердець» (1964)
- «Гадюка» (1965)
- «Над нами Південний Хрест» (1965)
- «Їх знали тільки в обличчя» (1966)
- «Бур'ян» (1967)
- «Втікач з „Янтарного“» (1968)
- «Розвідники» (1968)
- «Експеримент доктора Абста» (1968)
- «Вулиця тринадцяти тополь»
- «Де 042?» (1969)
- «Пізня дитина» (1970)
- «Захар Беркут» (1971)
- «Лада з країни Берендеїв» (1971, т/ф)
- «Випадкова адреса» (1972)
- «Осяяння» (1972)
- «Наперекір усьому» (1972)
- «Земні та небесні пригоди» (1974)
- «Мріяти і жити» (1974)
- «Хвилі Чорного моря» (1975)
- «Ви Петька не бачили?» (1975)
- «Припустимо — ти капітан...» (1976)
- «Бірюк» (1977)
- «Дізнання пілота Піркса» (1978)
- «День перший, день останній» (1978) та ін.

Також на «Вірменфільмі» оформив стрічки: «Шлях на арену» (1963) та «Жила людина» (1967).